# Cryptoheros nanoluteus
Cryptoheros nanoluteus is een straalvinnige vissensoort uit de familie van de cichliden (Cichlidae). De wetenschappelijke naam van de soort is voor het eerst geldig gepubliceerd in 1994 door Allgayer.

## Kenmerken
Lichaam en vinnen zijn vaalgeel met uitzondering van de borstvinnen. De kop heeft een groene weerschijn, evenals het achterste deel van het lichaam. Verder is het lichaam voorzien van rijen vlekken die er, afhankelijk van de gemoedstoestand van de vissen, uit kunnen zien als verticale strepen. De ogen zijn fel blauw.
Het verschil tussen beide seksen is best zichtbaar door de zwarte oogvlek in de rugvin bij het vrouwtje. Volwassen mannetjes krijgen vaak een steil voorhoofd. Ze worden maximaal 10 cm groot, terwijl de vrouwtjes iets kleiner blijven.

## Verspreiding en leefgebied
Ze komen voor in het stroomgebied van de Rio Guarúmo dat uitmondt in de Laguna Chiriqui aan de westelijke Atlantische zijde van Panama. Cryptoheros nanoluteus werd ontdekt in 1992 door Duitse onderzoekers.
Het biotoop wordt gekenmerkt door matig tot snel stromend water met rolstenen en bomen zonder waterplanten. Enkel grassen kunnen vanaf de oever in het water hangen.

## Gedrag
In de natuur eten ze algen, detritus, kleine kreeftachtigen en ongewervelden. Ook in het aquarium blijven het alleseters.
Omdat dit een vrij kleine soort is, kunnen ze al gehouden worden in aquaria van 1 meter. Zo'n aquarium moet worden ingericht met keien en kienhout. Die plaatsen we zo dat er territoria en voldoende holen gevormd worden, aangezien deze soort een echte holenbroeder is. 
Geschikt gezelschap zijn levendbarenden, karperzalmen en meervallen. Waterplanten kunnen zonder bezwaar omdat de vissen niet noemenswaardig graven. Alleen in de broedtijd delven zij in de buurt van het hol enkele kuiltjes.

## Voortplanting
De vrouwtjes nemen het initiatief tot de balts. Zij tonen hun paringsbereidheid aan de mannetjes door hun keel uit te laten zakken en met opgezette vinnen voor de mannetjes heen en weer te zwemmen. De voortplanting van Cryptoheros nanoluteus verloopt zoals bij de meeste Midden-Amerikaanse substraatbroeders. 
De eitjes worden bij voorkeur afgezet in een hol tussen de rotsen, waar ook de larven worden verzorgd. Drie dagen na het afzetten komen de eieren uit en een kleine week later zwemmen de jongen vrij. Het vrouwtje verdedigt fanatiek de groep jongen, verzorgt ze en brengt ze terug als ze te ver wegzwemmen. Elke avond worden ze terug naar het hol gebracht. De man jaagt alle belagers in de omgeving weg. Na twee tot drie maanden zwemmen de jongen zelfstandig rond.
De broedkleuren zijn fel geel met zwarte strepen, een zwarte zadelvlek voor de rugvin en een zwarte vlek op de neus. De ogen zijn zwart en niet meer blauw. Wanneer een broedhol uitgegraven wordt en tijdens het leggen van de eieren kleurt alleen het vrouwtje geel met zwarte strepen. Vanaf het ogenblik dat de jongen vrij zwemmen neemt ook het mannetje de broedkleuren aan.